# Adolf Juliusz Stapf
Adolf Juliusz Stapf (ur. 1862 w Tarnopolu, zm. 20 sierpnia 1920 w Tarnowie) – polski architekt, radny miasta Tarnów.

## Życiorys
Syn Sylwestra Stapfa, dyrektora poczty oraz Walerii z domu Reid, córki tarnowskiego aptekarza. Ukończył studia na wydziale architektury Politechniki Lwowskiej i początkowo pracował w u swojego wuja Karola Polityńskiego. W 1889 otrzymał koncesją na budowniczego w Tarnowie i rozpoczął samodzielną działalność budowlaną. Według jego projektów postawiono wiele kamienic w mieście. Według jego projektu postawiono kilka kościołów w diecezji tarnowskiej:
– Kościół w Łękawicy (1906–1909)
– Kościół w Trzetrzewinie (1911–1912)
– Kościół w Szynwałdzie (1911–1918)
– Kościół w Zdrochcu (1912–1913)
– Kościół w Cikowicach (1913–1918)
– Kościół w Stróżach (1923)
Według jego projektów postawiono w mieście prawie trzydzieści domów czynszowych i prywatnych. W swoich projektach umieszczał często okapy dachowe na kroksztynach i fryz ze sgraffitami lub stiukową dekoracją poniżej. W fasadach umieszczał ganki, balkony, wykusze lub ryzality.
Przyczyną śmierci był rak żołądka. Pochowany jest na Starym Cmentarzu.